# Франшвил (Мерт и Мозел)
Франшвил (фр. Francheville) насеље је и општина у североисточној Француској у региону Лорена, у департману Мерт и Мозел која припада префектури Тул.
По подацима из 2011. године у општини је живело 293 становника, а густина насељености је износила 26,78 становника/km². Општина се простире на површини од 10,94 km². Налази се на средњој надморској висини од 210 метара (максималној 238 m, а минималној 203 m).

## Демографија
| 1962. | 1968. | 1975. | 1982. | 1990. | 1999. | 2011. |
| ----- | ----- | ----- | ----- | ----- | ----- | ----- |
| 227   | 238   | 223   | 229   | 256   | 288   | 293   |

График промене броја становника у току последњих година